# Shahrestān-e Oskū
Shahrestān-e Oskū (persiska: شهرستان اسكو, اسكو) är en delprovins (shahrestan) i Iran.   Den ligger i provinsen Östazarbaijan, i den nordvästra delen av landet, 500 km nordväst om huvudstaden Teheran.
Delprovinsen hade 158 270 invånare 2016.